# Ilka Agricola
Ilka Agricola (* 8. August 1973 in Den Haag) ist eine deutsche Mathematikerin, die sich mit Differentialgeometrie und deren Anwendungen in der mathematischen Physik beschäftigt.

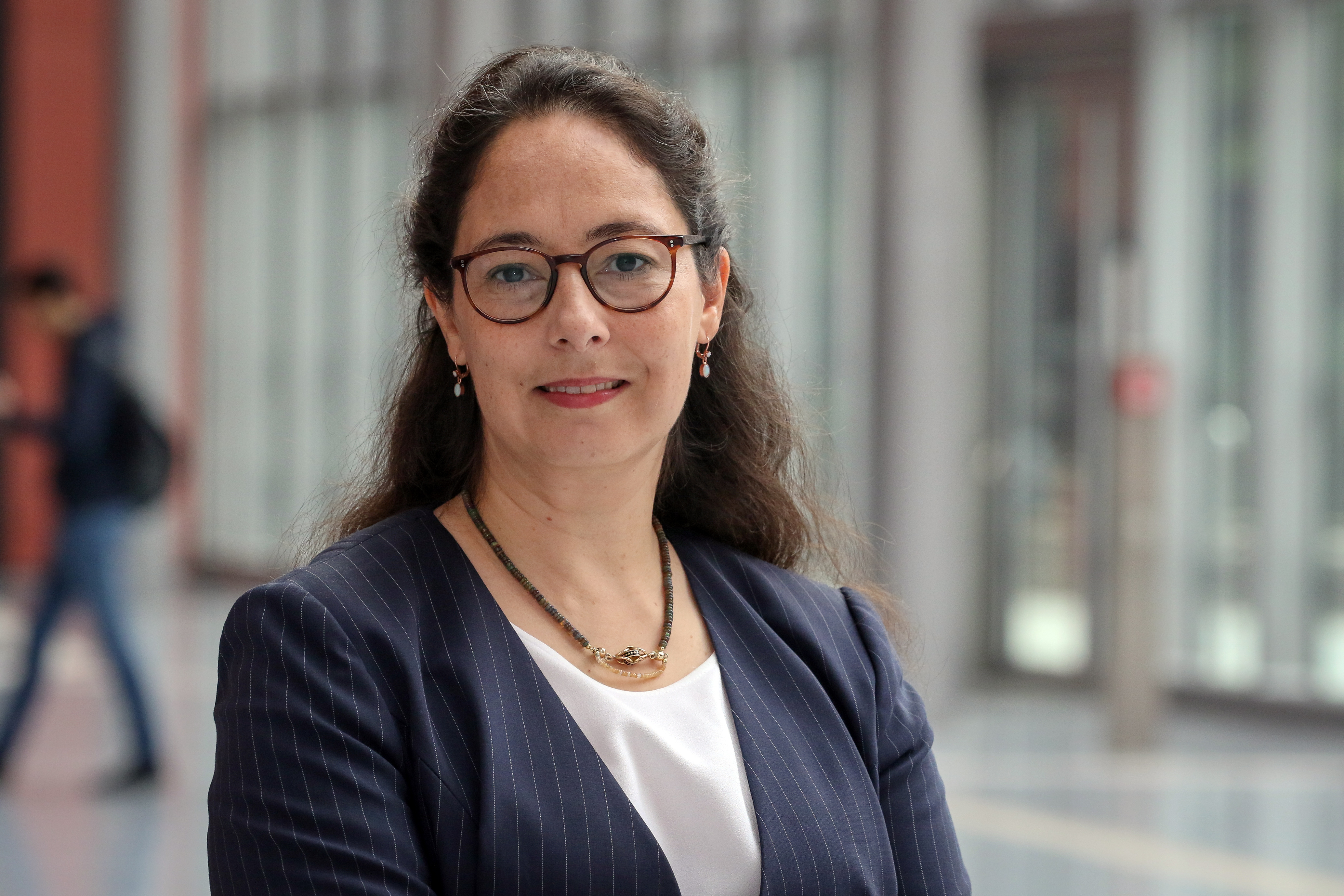
Ilka Agricola (Marburg) im Foyer der Universitätsbibliothek

## Leben und Wirken
Agricola studierte von 1991 bis 1996 Physik an der TU München und der LMU München. Nach einem Gastaufenthalt an der Rutgers University (New Jersey, USA) ging sie Ende 1997 an die Humboldt-Universität zu Berlin, wo sie 2000 bei Thomas Friedrich in Mathematik promoviert wurde (Titel der Dissertation: Die Frobenius-Zerlegung auf einer algebraischen G-Mannigfaltigkeit). Von 2003 bis 2008 leitete sie eine von der VolkswagenStiftung geförderte Nachwuchsgruppe an der Humboldt-Universität zu „Speziellen Geometrien in der mathematischen Physik“. Von 2004 bis 2008 war sie Projektleiterin im Schwerpunktprogramm 1096 Stringtheorie der Deutschen Forschungsgemeinschaft sowie im Sonderforschungsbereich 647 Raum, Zeit, Materie. Agricola habilitierte sich 2004 an der Universität Greifswald in Mathematik. 2008 wurde sie zur W3-Professorin an die Philipps-Universität Marburg berufen. Dort war sie von 2014 bis 2018 Dekanin des Fachbereichs Mathematik und Informatik. 2021/22 war sie Präsidentin der Deutschen Mathematiker-Vereinigung.
2003 erhielt Agricola die Ehrenmedaille der Karls-Universität Prag. Für 2016 wurde ihr der  Ars legendi-Fakultätenpreis für Mathematik zugesprochen.
Agricola war Gastwissenschaftlerin u. a. an den Max-Planck-Instituten in Leipzig und Potsdam (2001/02), an der Seoul National University (2004 und 2006) sowie an der Universität von Córdoba (2010).
Agricola ist Editor in Chief der beiden von Springer Science+Business Media herausgegebenen Fachzeitschriften Annals of Global Analysis and Geometry (seit 2015) und  Mathematische Semesterberichte (seit 2021) sowie Mitglied im Editorial Board der Fachzeitschrift Communications in Mathematics.
Agricola war von 2003 bis zu seinem Tode 2018 mit dem Mathematiker Thomas Friedrich verheiratet, mit dem sie einen Sohn (* 2003) hat.

## Schriften
Bücher:
- mit Thomas Friedrich: Globale Analysis. Differentialformen in Analysis, Geometrie und Physik. Vieweg, Wiesbaden  2001, ISBN 3-528-03154-9.
Englische Ausgabe: Global analysis. Differential forms in analysis, geometry and physics. American Mathematical Society, Providence, R.I. 2002, ISBN 0-8218-2951-3.
2. deutsche Auflage: Vektoranalysis. Differentialformen in Analysis, Geometrie und Physik. Vieweg + Teubner, Wiesbaden 2010, ISBN 978-3-8348-1016-8.
- mit Thomas Friedrich: Elementargeometrie. Vieweg, Wiesbaden 2005, ISBN 3-528-03221-9. 4. Auflage 2014, ISBN 978-3-8348-1385-5.
Englische Ausgabe: Elementary geometry . American Mathematical Society, Providence, R.I. 2008, ISBN 978-0-8218-4347-5.

Artikel:
- Connexions sur les espaces homogenes naturellement reductifs et leurs operateurs de Dirac. In: C. R. Acad. Sci. Paris. Ser. I, 335, 2002, S. 43–46.
- Connections on naturally reductive spaces, their Dirac operator and homogeneous models in string theory. In: Comm. Math. Phys. 232, 2003, S. 535–563.
- mit Roe Goodman: The algebra of K-invariant vector fields on a symmetric space G/K. In: Michigan Journ. Math. 51, 2003, S. 607–630.
- mit Thomas Friedrich: On the holonomy of connections with skew-symmetric torsion. In: Math. Ann. 328, 2004, S. 711–748.
- Old and New on the exceptional Lie group {\displaystyle G_{2}}. In: Notices of the AMS. 55, 2008, S. 922–929 (online).
- mit Margarita Kraus: Manifolds with vectorial torsion. In: https://arxiv.org/abs/1509.08944v1